# PASM
Le PASM (en anglais : Porsche Active Suspension Management) est un système de réglage électronique des amortisseurs à régulation active et permanente de la force d’amortissement sur certains véhicules Porsche.
Ce système régule le tarage des amortisseurs roue par roue en fonction du mode « normal » ou « sport » choisi par le conducteur et des indications (accélération, angle de braquage, vitesse, couple moteur etc.) envoyées par les différents capteurs.
Il a été créé en collaboration avec l'équipementier allemand Bilstein (de) et lancé en 2002 sur le Porsche Cayenne,.